# Associação Esportiva Cruzeiro do Sul
La Associação Esportiva Cruzeiro do Sul fue un equipo de fútbol de Brasil que jugó en el Campeonato Brasileño de Serie A, la primera división de fútbol en el país.

## Historia
Fue fundado el 21 de abril de 1961 en el municipio de Cruzeiro del Distrito Federal de Brasil por un grupo de pobladores que querían establecer a un equipo multideportivo en el municipio el mismo día en el que el Distrito Federal de Brasil cumplía un año de existencia.
Un año después vence al AA Luziânia el 20 de enero, cortando una racha de 54 partidos invicto de local del Luziânia en un partido de preparación para el Torneo Inicio Estatal. Un año después gana el Campeonato Brasiliense por primera vez donde ganó 10, empató cinco y solo perdió un partido; con lo que el club clasificó al Campeonato Brasileño de Serie A de 1964, su primera participación en un torneo a escala nacional.
Su aparición en la entonces llamada Taça Brasil fue corta, eliminado en la primera ronda 3-5 por el Vila Nova Futebol Clube del estado de Goiás finalizando en el lugar 18 entre 22 equipos. Ese mismo año el club se vuelve profesional y termina en cuarto lugar del Campeonato Brasiliense, pero en 1965 el club regresa al nivel aficionado donde la estuvo pasando muy mal.
En 1967 regresa a profesionalismo y es subcampeón estatal, donde estuvo jugando luego de la fusión de los torneos profesional y aficionado hasta que el 22 de junio de 1971 el club desaparece luego de una reunión hecha por la Asamblea General de Clubes.

## Palmarés
- Campeonato Brasiliense: 1

1963
- Copa Eficiencia: 1

1964

## Jugadores

### Jugadores destacados
- Edilson Braga
- Beto Pretti